# Jonathan Monk
Jonathan Monk, né le 4 février 1969 à Leicester, est un artiste qui vit et travaille à Berlin.

## Biographie
Jonathan Monk est né à Leicester au Royaume-Uni en 1969. Il a étudié à la Glasgow School of Art de 1988 à 1991 et vit à Berlin depuis 1999.

## Style
Monk remet en question le sens de l'art en utilisant le conceptualisme d'une manière que Ken Johnson, dans le New York Times, a qualifiée de « douce, ironique et poétique ». Le travail de Monk remet en question les moyens conventionnels du monde de l'art pour contrôler la distribution et la valeur de l'art contemporain.
Par exemple, lorsqu'il a donné une conférence d'artiste pour la Dia Art Foundation en 2014, il s'est arrangé pour que chaque participant reçoive un collage Jonathan Monk gratuit, chacun d'entre eux ayant été placé au préalable sur les sièges appropriés. Un autre exemple est la série Receipt Drawings dans laquelle il va au restaurant et réalise un dessin original sur le ticket de caisse, qu'il vend ensuite au premier enchérisseur sur son compte Instagram pour le prix du repas.
Dans une interview avec David Shrigley, Monk déclare : « Est-ce ou n'est-ce pas ou est-ce que cela peut ou ne peut pas être ? C'est quelque chose qui a été traité au sein du monde de l'art depuis un certain temps et je suppose que la question sans réponse nous fait tous avancer… ».